# Catherine Quittet
Catherine Quittet (* 22. Januar 1964 in Megève) ist eine ehemalige französische Skirennläuferin. Sie gehörte zu den erfolgreichsten Athletinnen in der zweiten Hälfte der 1980er Jahre.

## Biografie
Quittet erzielte in Abfahrt, Riesenslalom und Super-G zahlreiche Podestplätze im Weltcup. Zwei Rennen vermochte sie zu gewinnen. Bei den Junioreneuropameisterschaften 1981 und den Juniorenweltmeisterschaften 1982 gewann sie die Goldmedaille in der Abfahrt. Quittet wurde von 1980 bis 1989 siebenmal französische Meisterin. Allerdings zog sie sich dabei im Februar 1987 in der Abfahrt eine schwere Bänderverletzung im linken Knie zu, musste sich im April in Lyon einer Knieoperation (ihrer insgesamt dritten) unterziehen und hatte lange mit Konditionsproblemen zu kämpfen.

An großen Titelwettkämpfen war sie weniger erfolgreich. Bei den Olympischen Spielen 1988 in Calgary belegte sie im Riesenslalom als eine der Favoritinnen bloß den 8. Platz. Bei den Skiweltmeisterschaften 1987 in Crans-Montana klassierte sie sich in der Abfahrt und im Riesenslalom jeweils auf dem 9. Rang. Enttäuschend verliefen jedoch die Rennen an den Skiweltmeisterschaften 1989 in Vail, als sie die Plätze 12 (Riesenslalom) und 15 (Super-G) erreichte.
1990 verletzte sie sich bei einem Sturz in der Abfahrt von Santa Caterina, in den Skiweltcup ist sie anschließend nicht mehr zurückgekehrt.

## Weltcupsiege
| Datum             | Ort         | Land        | Disziplin    |
| ----------------- | ----------- | ----------- | ------------ |
| 17. Januar 1987   | Pfronten    | Deutschland | Super-G      |
| 20. Dezember 1987 | Piancavallo | Italien     | Riesenslalom |